# Buddy Greco
Buddy Greco (* 14. August 1926 in Philadelphia, Pennsylvania; † 10. Januar 2017 in Las Vegas, Nevada; gebürtig: Armando Greco) war ein amerikanischer Popsänger und Jazzpianist.

## Leben und Wirken
Greco lernte bereits mit vier Jahren Klavierspielen bei seinem Vater, einem Musikkritiker. Von 1945 bis 1949 leitete er sein eigenes Trio; von 1949 bis 1952 holte ihn Benny Goodman in seine Band als Pianist, Sänger und Arrangeur. Als Pianist war er dem Bebop verhaftet; als Sänger entschied er sich Mitte der 1950er Jahre für eine kommerziellere Gangart und interpretierte hauptsächlich Standards, auch aus dem Countrybereich. Er trat in Casinos und großen Clubs von Las Vegas bis Monte-Carlo auf. Gemeinsam mit den Beatles spielte er für Elizabeth II.
Greco hat hauptsächlich für Columbia/Epic, aber auch für Reprise und andere unabhängige Labels aufgenommen. Seine erfolgreichste Single ist seine Version von The Lady Is a Tramp, die sich in den Vereinigten Staaten mehr als eine Million Mal verkaufte und daher mit einer Goldenen Schallplatte ausgezeichnet wurde. 1969 hatte er mit dem Album Movin’ On zum letzten Mal einen größeren Hit. Er trat dann hauptsächlich in seinem Club in Cathedral City auf, der 2009 schloss. In den frühen 1990er Jahren tourte er mit The Salute to the Benny Goodman Band. 2008 trat Greco mit seiner Frau Lezlie Anders in Großbritannien mit der BBC Big Band, aber auch in Ronnie Scott’s Jazz Club auf. Im April 2010 konzertierte er live bei BBC Radio 2 mit dem BBC Concert Orchestra und tourte zudem mit der Swinging Las Vegas Legends Show.
Gelegentlich war er auch als Schauspieler tätig. Er spielte den Nachtclub-Sänger Lucky im Spielfilm The Girl Who Knew Too Much (1969). 1967 war er neben Drummer Buddy Rich und Comedian George Carlin einer der Moderatoren in der Fernsehserie Away We Go.

## Diskographische Hinweise
- Around the World (Epic)
- Lady Is a Tramp (Epic)
- Ready for Your Love (Bainbridge Records)
- Buddy Greco at Mister Kelly’s 1956
- My Buddy (Epic) 1959
- Broadway Melodies (Kapp Records) 1960
- Buddy (Kapp) 1960
- Songs for Swinging Losers (Epic) 1960
- Back in Town (Epic) 1961
- I Like It Swinging (Epic) 1961
- Body and Soul (Epic) 1962
- Let’s Love (Epic) 1962
- Sings for Intimate Moments (Epic) 1963
- Buddy Greco On Stage! (Epic) 1964
- My Last Night in Rome 1964
- In a Brand New Bag (Reprise) 1966

## Lexikalische Einträge
- Leonard Feather, Ira Gitler: The Biographical Encyclopedia of Jazz. Oxford University Press, New York 1999, ISBN 0-19-532000-X.